# مطار تالقان
مطار تالقان (بالإنجليزية: Taloqan Airport) (إياتا: TQN، إيكاو: OATQ) هو مطار يخدم مدينة تالقان في ولاية تخار في أفغانستان.

## روابط خارجية
- سجل المطار لمطار تالقان نسخة محفوظة 20 مايو 2018 على موقع واي باك مشين. في Landings.com.